# حرب الغواصات المفتوحة

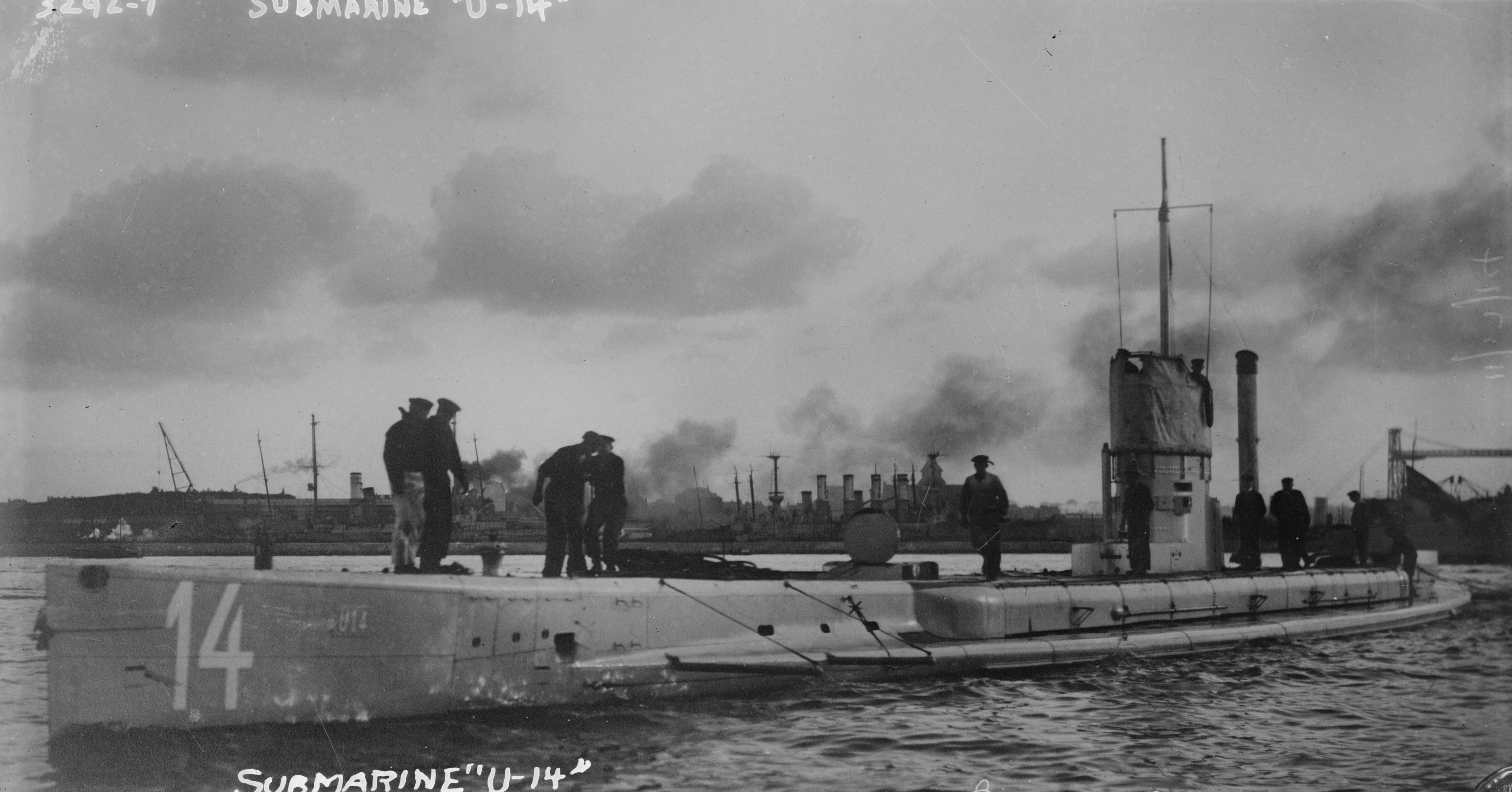
غواصة يو بوت ألمانية.

حرب الغواصات المفتوحة (بالإنجليزية:  Unrestricted submarine warfare)‏ هي نوع من الحروب البحرية التي تُغرق فيها الغواصات السفن مثل سفن البضائع وناقلات السفن بدون أن تُعطي أي إنذار.